# Plaza de las Catedrales (Moscú)

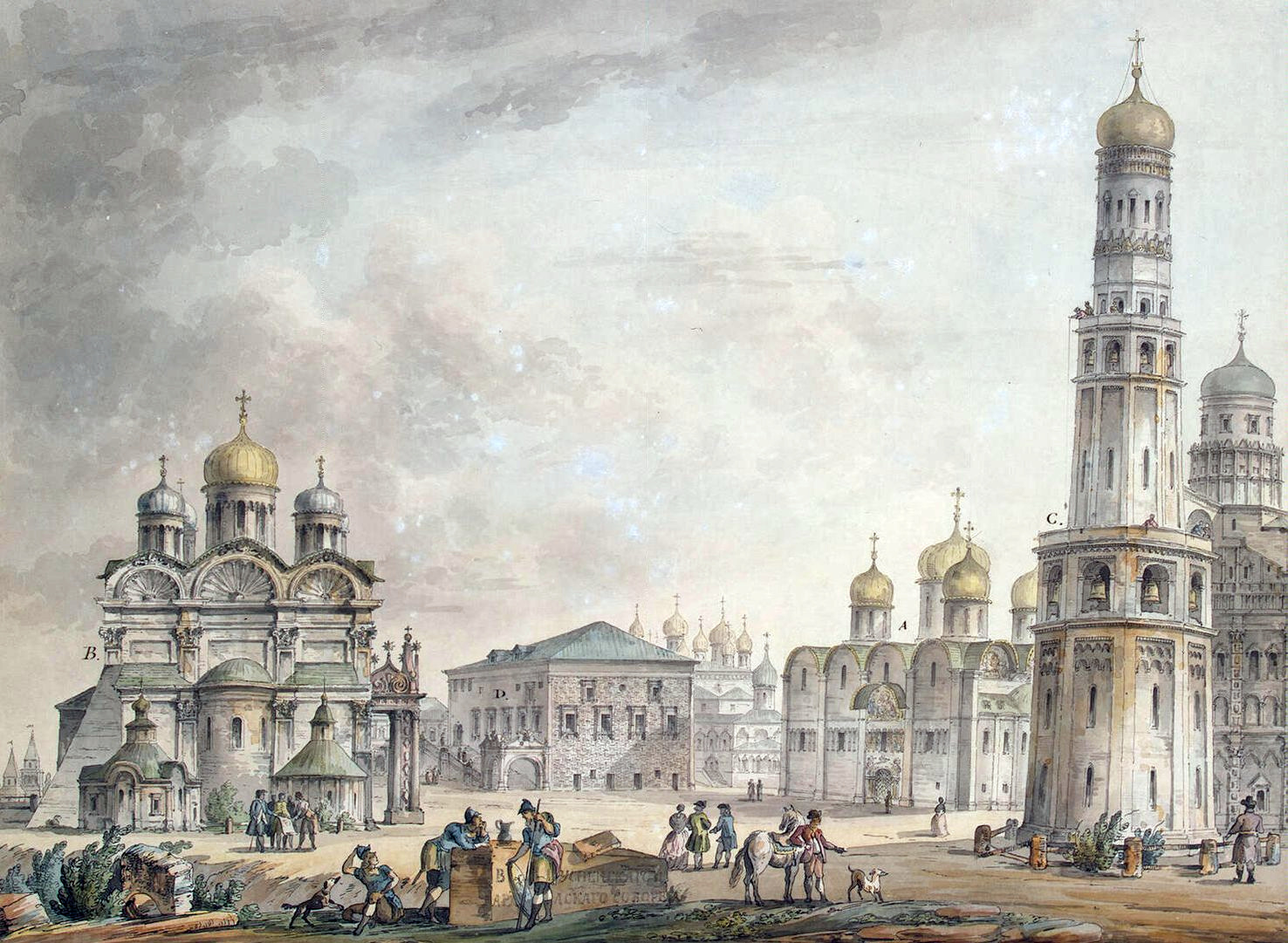
La plaza de las Catedrales de Moscú en una veduta de Giacomo Quarenghi (1797).

La plaza de las Catedrales o plaza Sobornaya (en ruso: Соборная площадь, romanizado: Sobornaya ploshchad) es la plaza más céntrica del Kremlin de Moscú (Rusia), donde en el siglo xv convergían todas sus calles.
La plaza debe su nombre a las tres catedrales que dan hacia ella: la catedral de la Dormición, la catedral del Arcángel Miguel y la catedral de la Anunciación. Además de estas, también se encuentran en la plaza el Palacio de las Facetas, la iglesia de la Deposición del Manto de la Virgen y la iglesia de los Doce Apóstoles. La estructura más alta de la plaza (y antiguamente de toda Rusia) es el Campanario de Iván el Grande, que separa la plaza Sobornaya de la plaza Ivanovskaya.
La plaza de las Catedrales es célebre por ser el lugar donde se han celebrado las solemnes coronaciones y procesiones funerales de todos los zares rusos, patriarcas y grandes duques de Moscú. En la actualidad, la plaza es usada en la ceremonia de investidura del presidente de Rusia.

## Excavaciones arqueológicas

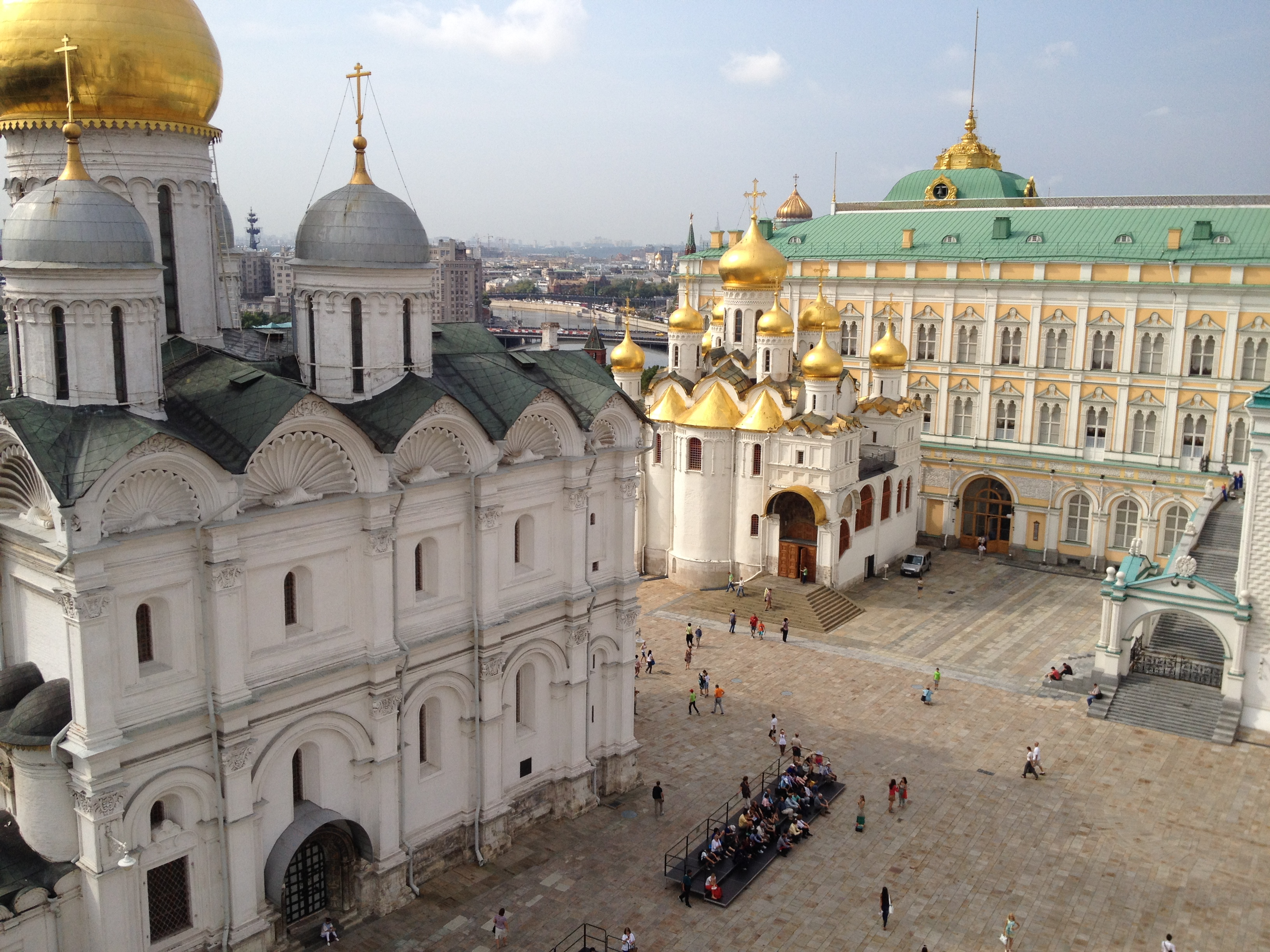
Vista desde el Campanario de Iván el Grande.

El Kremlin de Moscú, dentro del cual se encuentra la plaza, es un objeto cerrado para los arqueólogos porque en él tienen su sede las autoridades del Estado ruso. El Kremlin no se puede considerar un monumento suficientemente estudiado: antes de la Revolución rusa, no se habían llevado a cabo excavaciones arqueológicas porque el terreno estaba urbanizado y los monasterios estaban en funcionamiento. Tras la Revolución, el Kremlin siguió siendo un territorio cerrado. La fuente principal de materiales arqueológicos no han sido excavaciones con la apertura completa de estructuras antiguas, sino las observaciones y la fijación de la capa cultural durante obras arquitectónicas y de ingeniería.
No obstante, los arqueólogos han conseguido descubrir los primeros asentamientos en el territorio del actual Kremlin de Moscú, que datan de la Edad del Bronce (ii milenio a. C.). También se ha encontrado un asentamiento finoúgrio de principios de la Edad del Hierro (segunda mitad del i milenio a. C.) cerca de la moderna catedral del Arcángel Miguel, que ocupaba la zona de la moderna plaza de las Catedrales.